# Lokva (Serbia)
Lokva (cyr. Локва) – wieś w Serbii, w okręgu zajeczarskim, w gminie Knjaževac. W 2011 roku liczyła 42 mieszkańców.